# Alt Vallespir

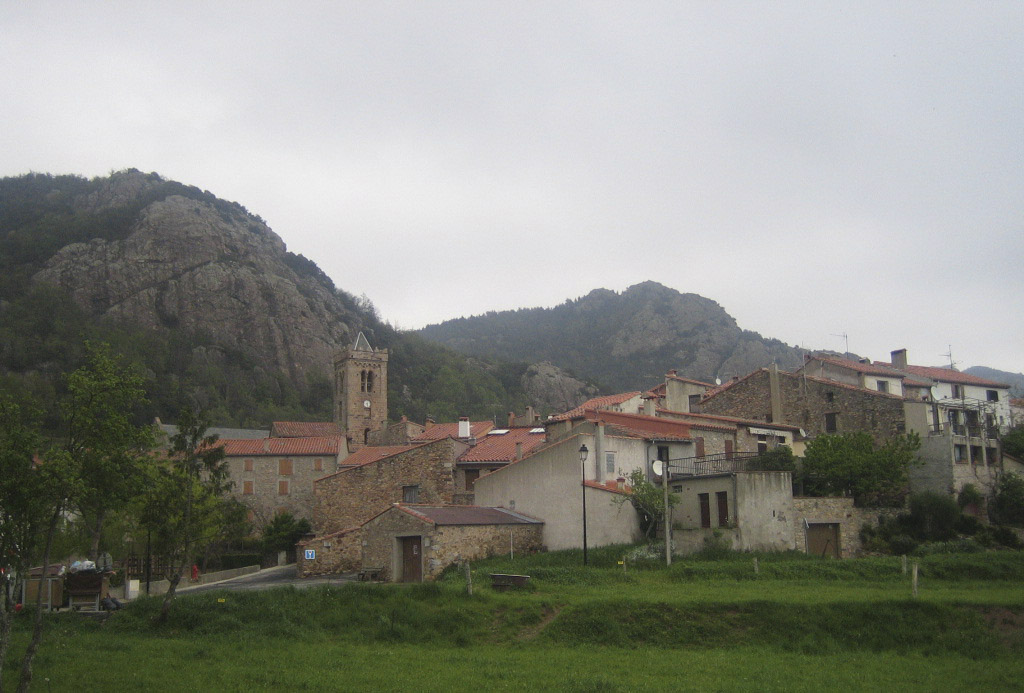
Costoja, un dels dos pobles de l'Alt Vallespir que, en trobar-se fora de la conca de la Tec, miren cap a l'Empordà i la Garrotxa

L'Alt Vallespir és una subcomarca natural de la comarca nord-catalana del Vallespir. Correspon a la part més occidental de la comarca. Hi ha una varietat d'opinions respecte de les fronteres de l'Alt Vallespir. Alguns divideixen la comarca en dos, el Baix Vallespir i l'Alt, i en aquest cas l'Alt Vallespir corre des de Prats de Molló fins a Palaldà i el principi de la conca del riu Tec, la qual queda al Baix Vallespir. El GREC, però, divideix la comarca en tres sectors orogràfics, amb la inclusió del Vallespir Mitjà, que faria de frontera entre les valls més altes i la conca esmentada. Aquesta font hi inclou Cortsaví, Sant Llorenç de Cerdans i Prats de Molló. Així doncs, la fita amb el Vallespir Mitjà corre des de Cortsaví fins a Sant Llorenç, entre els quals rau Montferrer que hom suposa també en deu formar part. És aproximadament equivalent, doncs, al cantó de Prats de Molló, amb la inclusió de Cortsaví.
De tota manera, l'Alt Vallespir es conforma d'una sèrie de valls pirinenques i uns altiplans, i és quasi tot muntanyenc. La vila més important és Prats de Molló i és emmarcada pel massís del Canigó al nord i el roc de Fraussa al sud. Una petita llenca de la subcomarca, relatiu a l'extrem sud (Costoja), mira cap a l'Alta Garrotxa i no forma part de la conca de la Tec.